# Pseudochromis aureolineatus
Pseudochromis aureolineatus är en fiskart som beskrevs av Gill 2004. Pseudochromis aureolineatus ingår i släktet Pseudochromis och familjen Pseudochromidae. Inga underarter finns listade i Catalogue of Life.